# Vol Uganda Airlines 775
Le vol Uganda Airlines 775 était un vol international régulier, assuré par un Boeing 707-338C, immatriculé 5X-UBC, qui s'est écrasé alors qu'il tentait d'atterrir à l'aéroport Léonard-de-Vinci de Rome Fiumicino, en Italie, le 17 octobre 1988, tuant 33 des 52 passagers et membres d'équipage à bord.

## Accident
Le vol 775 a décollé de l'aéroport de Londres-Gatwick à destination de l'aéroport international d'Entebbe, en Ouganda, avec une escale intermédiaire à Rome. Lors de la phase de descente, l'équipage a reçu l'autorisation d'effectuer une approche ILS vers la piste 16L de l'aéroport. 
En raison de la mauvaise visibilité, une approche interrompue a été effectuée. Une deuxième approche a été tentée vers la piste 25. Celle-ci a également dû être abandonnée en raison des mauvaises conditions météorologiques présente sur l'aéroport. L'équipage a ensuite demandé un guidage radar vers la piste 34L ; l'appareil s'est alors  établi sur le localizer, mais est descendu sous l'altitude minimale de sécurité. 
L'avion a percuté la cime de plusieurs arbres ainsi que le toit d'une maison située 1300 m avant le seuil de la piste, à 100 m à droite du prolongement de l'axe d'approche, puis s'est écrasé au sol, se disloquant en plusieurs morceaux et a pris rapidement feu, à environ 800 m de la piste.

## Enquête
L'enquête révèle que la cause principale de cet accident est le manque de préparation adéquate de l'équipage concernant la procédure d'approche de non précision sur la piste 34L de l'aéroport de Fiumicino, en particulier en ce qui concerne la coordination entre les pilotes et les annonces automatique d'altitude, ainsi que leur poursuite de l'approche finale au-delà de l'altitude minimale de descente (MDA) sans avoir localisé les marquages visuels de la piste.
Parmi les facteurs contributifs identifiés dans cet accident figurent la fatigue mentale et physique présumée, accumulée par les pilotes lors des deux approches précédentes, qui ont également été effectuées dans une situation environnementale extrêmement défavorable et exigeante sur le plan opérationnel ; ainsi qu'une configuration des instruments de bord, qui bien que suffisante pour les approches effectuées, se composant d'un seul radioaltimètre avec l'avertisseur sonore du franchissement de la MDA inopérant, et le fait que l'équipage était excessivement concentrée sur les signaux lumineux le long de la piste 34L, au lieu des relevés des instruments de bords.